# Calais
Calais (anglicky Calle) je město na severu Francie v departmentu Pas-de-Calais a regionu Hauts-de-France. Má 77 000 obyvatel.
Město leží na pobřeží Lamanšského průlivu. Je nejvýznamnějším přístavem spojujícím pomocí trajektů Velkou Británii se zbytkem Evropy. Nedaleko města je také ústí Eurotunelu.

## Geografie
Sousední obce: Marck, Coulogne, Coquelles a Sangatte.

## Vývoj počtu obyvatel
Počet obyvatel

## Historie
Calais náleželo k buloňskému hrabství, hrabě Filip Hurepel jej roku 1224 nechal opevnit.
Calais a okolí bylo od roku 1347 do roku 1558 anglickou kolonií nazývanou území Calais (Pale of Calais, Calaisis), důležitým vojenským opěrným bodem na pevnině a komerčním cenrem zejména pro textilní obchod ve Flandrech. Král Eduard III. jej oblehl po bitvě u Kresčaku a po 11 měsících získal. Jean Froissart ve své kronice píše, že král vyhlásil, že pokud se najdou dobrovolníci z řad měšťanů, kteří vyjdou prostovlasí a bosí z hradeb a vydají mu klíče od města, ušetří životy všech ostatních. Šest radních se rozhodlo obětovat a vydat se do rukou nepřítele, i když před popravou je nakonec zachránila přímluva královny Filipy. Na počest tohoto činu vytvořil Auguste Rodin bronzové sousoší Občané z Calais, které je umístěno před místní radnicí. Podle pozdější legendy v Calais Eduard pořádal bál, při kterém Janě z Kentu spadl podvazek, na což král reagoval slovy honi soit qui mal y pense („ať se hanbí, kdo o tom zle smýšlí“) a založením podvazkového řádu.
Město se neúspěšně snažil dobýt burgoňský hrabě Filip Dobrý roku 1436 a zůstalo i po skončení stoleté války v bitvě u Castillonu roku 1453 jediným anglickým panstvím na evropské pevnině. Teprve za italských válek, kdy hrozila španělská invaze do Francie podporovaná Anglií město dobyl vévoda František de Guise roku 1558 a připojil k francouzské koruně.
Během novověku město ztratilo svůj někdejší význam ve prospěch přístavů Boulogne-sur-Mer a  Dunkerk. V roce 1885 se k rybářskému městečku Calais podstatně zvětšilo připojilo území sousedního většího průmyslového města Saint-Pierre.

## Pamětihodnosti
Město bylo známé produkcí krajek, které je zasvěceno muzeum Cité internationale de la dentelle et de la mode de Calais.
Významnými památkami jsou hodinová věž Tour du Guet a farní kostel Notre-Dame, obojí ze 13. století, a citadela ze 16. století.

## Rodáci
- Henri Ernest Baillon — botanik
- Yvonne Vendrouxová — manželka generála de Gaulla
- Gérard Debreu — ekonom
- Didier Lockwood — hudebník
- Romain Barras — atlet

## Partnerská města
- Bardejov, Slovensko
- Brăila, Rumunsko
- Dover, Anglie, Spojené království
- Duisburg, Německo
- Riga, Lotyšsko
- Wismar, Německo